# Oruchuban ebichu
Oruchuban ebichu (おるちゅばんエビちゅ?), letteralmente "Criceto casalinga", è un manga di Risa Ito scritto nel 1991.
Un adattamento anime di 24 episodi è stato prodotto dallo studio Gainax nel 1999.
Oruchuban Ebichu è un prodotto comico per adulti, con scene di violenza e sesso piuttosto esplicite, ma sempre funzionali a gag divertenti. È andato in onda originariamente in televisione su DirectTv Japan.

## Trama
La trama dell'opera è piuttosto basilare e vede la protagonista, Ebichu (una femmina di criceto), che impegnata come casalinga a tempo pieno nella casa di una venticinquenne giapponese si prodiga per la sua padrona in ogni modo, sbagliando solitamente tutto e per questo venendo puntualmente punita.
In particolare la sua padrona ha problemi di tipo sentimentale: invece di essere felicemente sposata, ha un rapporto difficile con un ragazzo che la tradisce, ma da cui non riesce a separarsi. Ebichu tenta quindi in tutti i modi di risollevare il morale della ragazza ma quasi sempre per un'incomprensione finisce per essere pestata o schiaffeggiata.
Il tema centrale dell'opera è il sesso e la povera Ebichu lo vive in un modo quasi ossessivo osservando notte dopo notte la sua padrona con il suo ragazzo.

## Episodi
| Nº | Titolo italiano Giapponese 「Kanji」 - Rōmaji                                                                      |
| 1  | My Master and the Useless Bum 「ご主人ちゃまとかいしょなち でちゅ」 - go shujin chamatokaishonachi dechu           |
| 2  | The Useless Bum and My Master 「かいしょなちとご主人ちゃま でちゅ」 - kaishonachitogo shujin chama dechu           |
| 3  | It's Spring, After All 「春なのに でちゅ」 - haru nanoni dechu                                                     |
| 4  | Maakun's Crush 「マァくん、ドッキン でちゅ」 - maa kun, dokkin dechu                                               |
| 5  | The Camembert Cheese Incident 「かまんべーる事件 でちゅ」 - kamanbe ru jiken dechu                                 |
| 6  | Ebichu Gets Sick 「エビちゅ病気になった でちゅ」 - ebi chu byōki ninatta dechu                                     |
| 7  | Master Catches a Cold 「ご主人ちゃまがカゼ でちゅ」 - go shujin chamaga kaze dechu                                 |
| 8  | Ebichuman 1 「EBICHUMAN 1」 - ebichuman 1                                                                          |
| 9  | Ebichu's in Heat 「エビちゅ発情する でちゅ」 - ebi chu hatsujō suru dechu                                          |
| 10 | Maa-kun, Whoooa! 「マァくん、ををを～！ でちゅ」 - maa kun, wowowo ~! dechu                                        |
| 11 | What Soap Bubbles Men Are! 「男なんてシャボン玉… でちゅ」 - otoko nante shabon tama... dechu                       |
| 12 | Cavities and Hearts Both Throb 「虫歯もココロもズキズキ でちゅ」 - mushiba mo kokoro mo zukizuki dechu             |
| 13 | Mother Comes to Visit 「お母ちゃまがきた でちゅ」 - o haha chamagakita dechu                                       |
| 14 | Maa-kun, Whooooooa! 「マァくん、をををををを～! でちゅ」 - maa kun, wowowowowowo ~! dechu                          |
| 15 | To the Beach 「うみに行く でちゅ」 - umini iku dechu                                                               |
| 16 | Ebichuman 2 「EBICHUMAN 2」 - ebichuman 2                                                                          |
| 17 | The Hair of Happiness Shines 「しあわせの毛がはえた でちゅ」 - shiawaseno ke gahaeta dechu                         |
| 18 | Maakun's Excited! 「マァくん、ドックン! でちゅ」 - maa kun, dokkun! dechu                                          |
| 19 | Here Come the Newlyweds 「新婚さんがやってきた でちゅ」 - shinkon sangayattekita dechu                             |
| 20 | A Burglar Breaks In 「どろぼうが入った でちゅ」 - dorobōga itsutta dechu                                           |
| 21 | The Newlyweds Go Shopping 「新婚さんとお買いもの でちゅ」 - shinkon santoo kaimono dechu                           |
| 22 | Ebichuman 3 「EBICHUMAN 3」 - ebichuman 3                                                                          |
| 23 | After All, Her Pu--y is, Her Pu--y Is... 「やっぱりま●がま●が… でちゅ」 - yapparima (maru) gama (maru) ga... dechu |
| 24 | Is it Okay to Drink? 「のんでもいいの でちゅ」 - nondemoiino dechu                                                 |

## Sigle
- Apertura: Nanda Kana cantata da Ebichu Kotono Mitsuishi
- Chiusura: くもくもがけにこんまたけやふ (kumo kumo ga kenikon mata keyafu) di Minami Karasuyama Choume Production

## Curiosità
- Il personaggio di Ebichu ha esteticamente ispirato Hamtaro.
- L'idea per l'anime venne durante una sessione di doppiaggio di Neon Genesis Evangelion, in cui Kotono Mitsuishi fece leggere agli altri membri del cast il manga originale e da cui venne deciso quindi di realizzare la serie.